# Генріх Шух
Генріх Шух (Heinrich Schuch; 28 серпня 1906, Берлін — 21 січня 1968) — німецький офіцер-підводник, фрегаттен-капітан крігсмаріне.

## Біографія
16 листопада 1925 року вступив на флот. З 4 серпня 1938 року — командир підводного човна U-37, на якому здійснив 1 похід (28 днів у морі). З 24 вересня 1939 року — консультант ОКМ. З 15 липня 1941 року — командир U-38, на якому здійснив 2 походи (разом 78 днів у морі), з 7 січня 1942 року — U-105, на якому здійснив 3 походи (разом 71 день в морі). 12 червня 1942 року човен Шуха був серйозно пошкоджений бомбардувальником і сховався в нейтральній Іспанії, а потім повернувся у Францію і пройшов тривалий ремонт. З 7 жовтня 1942 по 8 лютого 1943 року — командир U-154, на якому здійснив 1 похід (88 днів у морі). З березня 1943 року — начальник 2-го відділу озброєнь (торпедне озброєння) командування підводних човнів. 
Всього за час бойових дій потопив 7 кораблів загальною водотоннажністю 39 187 тонн.
| Дата              | Назва корабля    | Тип               | Тоннаж | Вантаж                                                                  | Екіпаж | Загинули | Країна             | Конвой |
| ----------------- | ---------------- | ----------------- | ------ | ----------------------------------------------------------------------- | ------ | -------- | ------------------ | ------ |
| 18 серпня 1941    | Longtaker        | Торговий пароплав | 1,700  | Пиломатеріали і продукти харчування                                     | 27     | 24       | Панама             |        |
| 31 січня 1942     | HMS Culver (Y87) | Шлюп              | 1,546  |                                                                         | 140    | 127      | Британська імперія | SL-98  |
| 25 березня 1942   | Narragansett     | Тепловий танкер   | 10,389 | 14 000 тонн чистого нафтопродукту                                       | 49     | 49       | Британська імперія |        |
| 27 березня 1942   | Svenør           | Тепловий танкер   | 7,616  | 11 410 тонн мазуту                                                      | 37     | 8        | Норвегія           |        |
| 8 листопада 1942  | D´Entrecasteaux  | Торговий пароплав | 7,291  | 6214 тонн генеральних вантажів, у тому числі 1002 тонни міді            | 66     | 3        | Британська імперія |        |
| 9 листопада 1942  | Nurmahal         | Торговий пароплав | 5,419  | Баласт                                                                  | 88     | 88       | Британська імперія |        |
| 18 листопада 1942 | Tower Grange     | Торговий теплохід | 5,226  | 8332 тонн генеральних вантажів, у тому числі 1800 тонн марганцевої руди | 47     | 6        | Британська імперія |        |

## Звання
- Морський кадет (16 листопада 1925)
- Фенріх-цур-зее (1 квітня 1927)
- Оберфенріх-цур-зее (1 липня 1928)
- Лейтенант-цур-зее (1 жовтня 1929)
- Оберлейтенант-цур-зее (1 липня 1931)
- Капітан-лейтенант (1 вересня 1935)
- Корветтен-капітан (1 листопада 1939)
- Фрегаттен-капітан (1 вересня 1943)

## Нагороди
- Медаль «За вислугу років у Вермахті» 4-го і 3-го класу (12 років)
- Залізний хрест 2-го і 1-го класу
- Нагрудний знак підводника